# Mario Manfredi (calciatore)
Mario Manfredi (Armeno, 7 ottobre 1910 – Omegna, 1978) è stato un calciatore italiano, di ruolo centrocampista.

## Caratteristiche tecniche
Giocò nel ruolo di mediano.

## Carriera
Giocò in Serie A con Cremonese e Torino. Esordì nella nuova Serie A  a Brescia il 29 giugno 1930 nella partita Brescia-Cremonese (4-3).

## Palmarès

### Club

#### Competizioni nazionali
- Coppa Italia: 1

Torino: 1935-1936